# Riiser-Larsenhavet

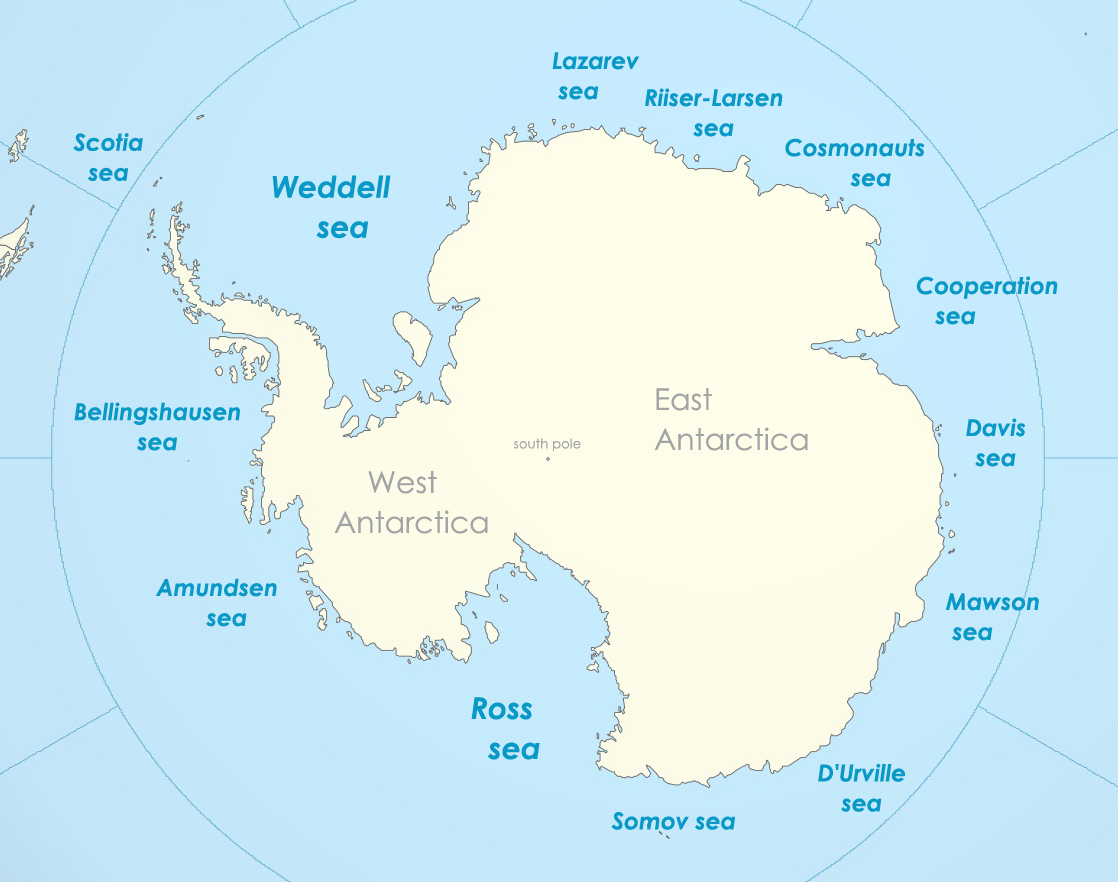
Riiser-Larsenhavet är ett av Antarktis randhav

Riiser-Larsenhavet är ett randhav i Södra ishavet. Det ligger mellan Lazarevhavet i väster och Kosmonauthavet i öster. Området täcker en yta på  1 138 000 km², och större delen har ett djup på över 3000 meter. Det är täckt av drivis året om. 
I söder gränsar Riiser-Larsenhavet till Prinsesse Astrid Kyst och Prinsesse Ragnhild Kyst i Dronning Maud Land. I väster ligger Lazarevisen och längst i öster finns  Erskine ishamn,  Godel ishamn samt den övergivna  belgiska Roi-Baudouin-stationen.
Riiser-Larsenhavet är uppkallat efter den norske flygpionjären och polarfararen  Hjalmar Riiser-Larsen (1890–1965).